# Мюлуз-Нор
Мюлу́з-Нор (фр. Mulhouse-Nord, Северный Мюлуз) — упразднённый кантон во Франции, в департаменте Верхний Рейн в регионе Эльзас — Шампань — Арденны — Лотарингия в округе Мюлуз.
До реформы 2015 года в состав кантона административно входила северная часть коммуны Мюлуз.
По закону от 17 мая 2013 и декрету от 21 февраля 2014 года количество кантонов в департаменте Верхний Рейн уменьшилось с 31 до 17. Новое территориальное деление департаментов на кантоны вступило в силу во время выборов 2015 года. После реформы кантон был упразднён.

## Консулы кантона
Кантон образован в 1861 году, модифицирован в 1958 году.
| Период      | Консул             | Должность         |
| ----------- | ------------------ | ----------------- |
| 1958 — 1982 | Émile Muller       | Мэр коммуны Мюлуз |
| 1982 — 1997 | Jean-Marie Bockel  |                   |
| 1997 — 2001 | Gérard Freulet     |                   |
| 2001 — 2015 | Gilbert Buttazzoni |                   |